# 深川真二
深川 真二（ふかがわ しんじ、1974年6月6日 - ）は、佐賀県出身の競艇選手。登録番号3623。身長165cm。血液型B型。71期。同期に山崎智也、海野ゆかり、岩崎芳美らがいる。

## 来歴
- 1992年11月、唐津競艇場でデビュー(6着)。
- 1996年4月、丸亀競艇場の一般戦で初優出、初優勝を飾る。
- 1998年10月、福岡競艇場で行われた全日本選手権競走でSG初出場。
- 2000年2月20日、唐津競艇場での「第46回九州地区選手権」でGI初優出。
- 2008年8月、若松競艇場で行われたモーターボート記念でSG初優出(6着)。
- 2009年9月6日、多摩川競艇場での「第4回夕刊フジ杯」で優勝。
- 2009年10月16日、丸亀競艇場での「第19回JR四国ワープ杯」で通算1000勝達成。
- 2017年10月29日、平和島競艇場での「SG第64回全日本選手権競走」において、6号艇ながら前付けを敢行して2コースに進入、1マークで1号艇の魚谷智之を差し切って念願のSG初優勝。
- 2019年2月25日、蒲郡競艇場での一般戦で優勝。史上27人目の24場制覇を達成した。
- 2020年8月3日、福岡競艇場での「東スタンドリニューアル記念レース」で通算2000勝達成。
- 2020年12月20日、平和島競艇場でのSG「第35回賞金王シリーズ戦」で自身2度目のSG優勝。
- 2021年8月1日、尼崎競艇場でのGⅡモーターボート大賞で優勝。GⅡ初優勝と同時に通算100回目の優勝を達成した。

## 選手特徴
前日本モーターボート選手会選手会長であり同支部の先輩にあたる上瀧和則のスタイルを受け継ぐイン屋。進入が深くなることを全く恐れず「深イン真二」とアナウンスされるほどであり、2015年5月18日の江戸川競艇場第6Rでは6号艇で前づけを敢行。強い追い風のコンディションでもあったため、45メートル空中線起こしの極端な深インとなった。

## 獲得タイトル

### SG
- 2017年10月29日、SG第64回全日本選手権（平和島競艇場）
- 2020年12月20日、SG第35回賞金王シリーズ（平和島競艇場）

### G1
- 2009年6月9日、GIモーターボート大賞（唐津競艇場）
- 2010年1月17日、GI全日本王者決定戦 開設56周年記念（唐津競艇場）
- 2012年10月17日、GI全日本王座決定戦 開設60周年記念（芦屋競艇場）
- 2015年10月16日、開設61周年記念 GI競帝王決定戦（下関競艇場）
- 2022年10月7日、開設70周年記念 びわこ大賞 (びわこ競艇場)

### G2
- 2021年8月1日、GⅡ尼崎モーターボート大賞（尼崎競艇場）